# Jørgen Tauson
Hans Jørgen Tauson (født 23. juni 1918 på Bækkeskov, død 26. februar 2016) var en dansk assurandør og direktør.
Tauson arbejdede i forsikringsbranchen, hvor han var direktør for selskaberne De Private Assurandører, Dansk Søassurance, Haand i Haand og Hafnia Forsikring, hvoraf han var med til at fusionere de to sidste.

## Familie
Jørgen Tauson var søn af olympisk sportsskytte Christian Tauson og kongelig balletdanser Agnes Stibolt Hansen. Den 4. oktober 1939 blev han i København gift med Ella Olsen (1922-2001). De fik børnene Peter Tauson (1940) og Anne Louise Tauson (1942).
Tauson sov stille ind 26. februar 2016, 97 år gammel.